# Nossa Senhora da Esperança

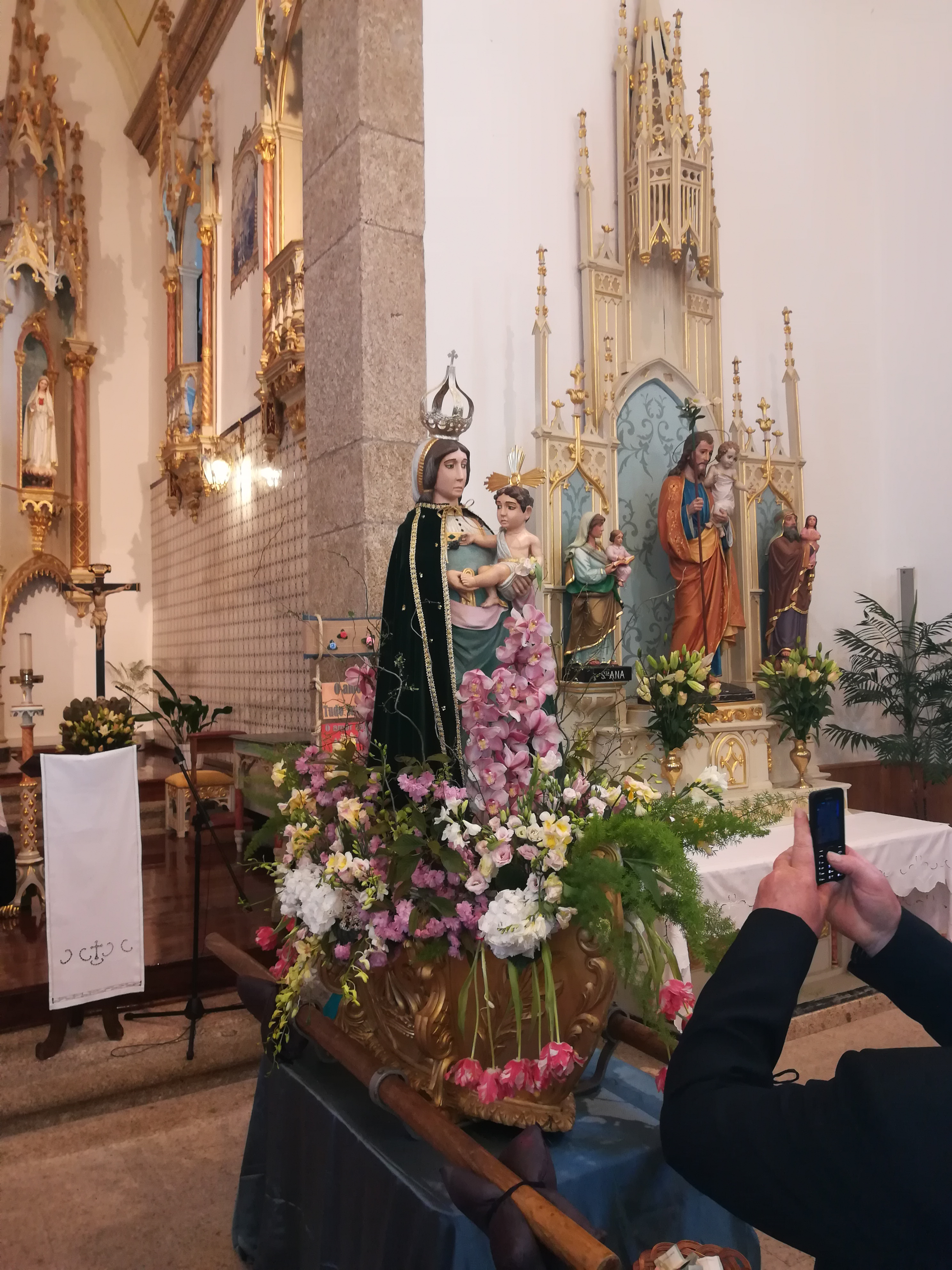
Andor com a imagem peregrina de Nossa Senhora da Esperança Belmonte

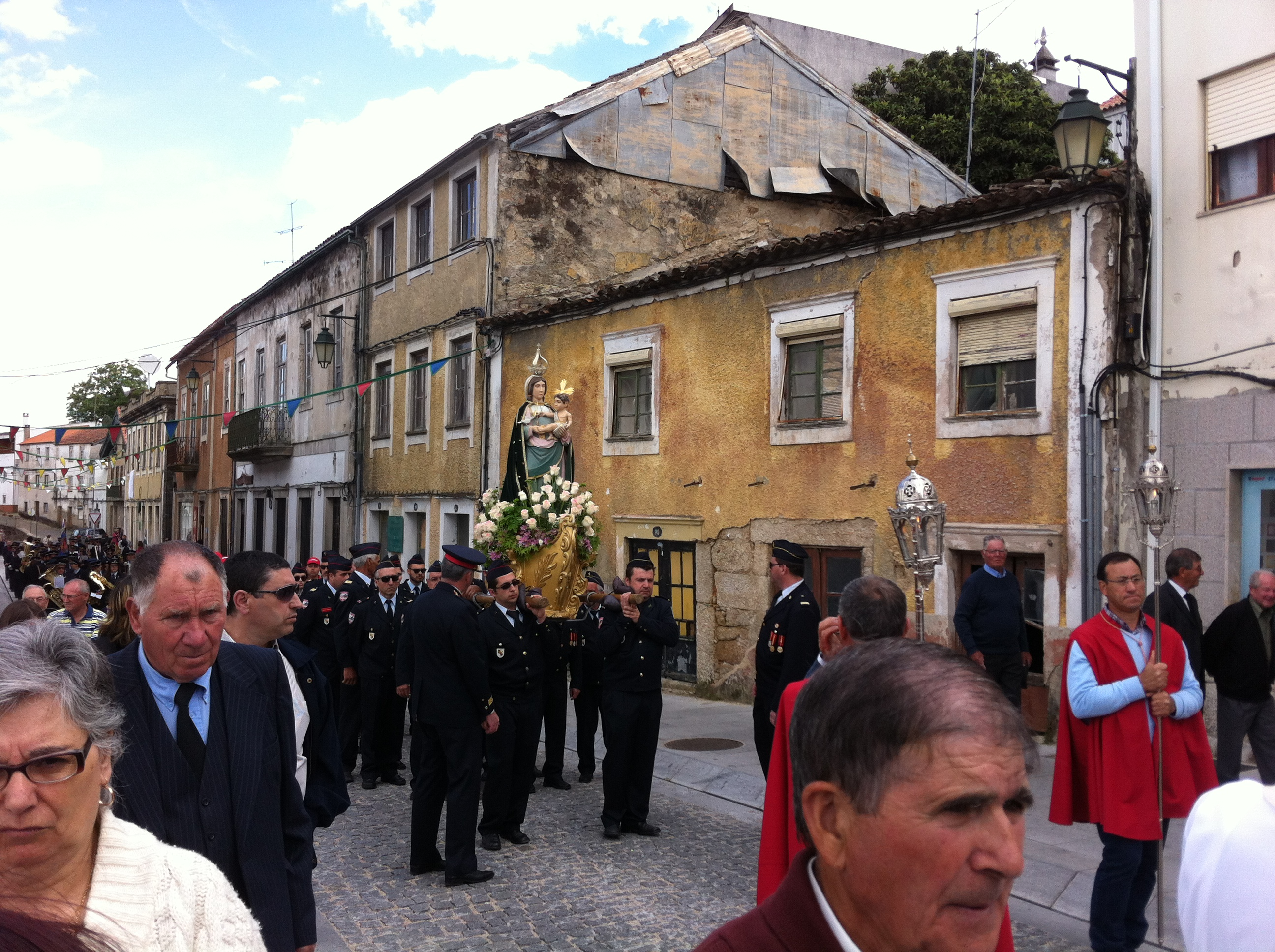

Nossa Senhora da Esperança é uma devoção mariana. Remonta, pelo menos, ao século X, quando fiéis cristãos franceses ergueram em Mézières um santuário sob esta invocação, no ano 930.
Conta-se que quando Pedro Álvares Cabral chegou ao Brasil, levava consigo na sua armada a imagem de Nossa Senhora da Esperança, atualmente venerada na Igreja de São Tiago, a Igreja Matriz de Belmonte, Portugal. A imagem voltou ao Brasil em 1955, por ocasião do Congresso Eucarístico Internacional do Rio de Janeiro.
Todos os anos, celebra-se uma grandiosa Procissão de Velas na noite de 25 de abril pelas ruas da vila, com devotos de todas as freguesias do concelho e com muitos belmontenses emigrados pelo mundo que, neste dia, regressam à sua terra. 26 de Abril é o feriado municipal e celebra-se, neste dia, o dia de Nossa Senhora da Esperança, com a presença e participação de entidades civis e religiosas, de Portugal e do Brasil. 